# گوروان کوچک
گوراوان کوچک یکی از روستاهای استان آذربایجان شرقی است که در دهستان قشلاق بخش مرکزی شهرستان اهر واقع شده‌است.این روستا ۱۵ نفر جمعیت دارد.